# Menhir de la Demoiselle de Bracqueville
Der schief stehende Menhir de la Demoiselle de Bracqueville (auch l’Épinette oder La Pierre Plantée genannt) steht in einem Feld in der Nähe des Weilers Bracqueville, südöstlich von Bény-sur-Mer bei Caen im Département Calvados in der Normandie in Frankreich.
Der Menhir ist etwa 1,4 Meter hoch, 0,7 Meter breit und 0,3 Meter dick. Auf der Oberseite sehen wir ein kleines Schälchen mit einer Rille, die auf einer Seite in einer vertikalen Ritze endet.
Der Menhir wurde 1933 als Monument historique eingestuft.

## Legende
Den Anwohnern zufolge wird die Demoiselle wegen nächtlicher Erscheinungen von jungen, weiß gekleideten Damen um den Menhir herum so genannt. In der Tat erzeugen der Mondschein, die Silhouette und die hellgraue Färbung des Menhirs das Bild eines Menschen mit einem langen Schleier. Man erzählt auch, dass früher mehrere Menhire in der Gegend standen. Wahrscheinlich wird der Menhir im Sommer durch das Getreide verdeckt.
Weniger als drei Kilometer südöstlich befinden sich die Menhire Les Grosses Devises.